# Trachea lucipara
Trachea lucipara là một loài bướm đêm trong họ Noctuidae.